# ドローム県
ドローム県（ドロームけん、Drôme, オック語・アルピタン語：Droma）は、フランスのオーヴェルニュ＝ローヌ＝アルプ地域圏の県である。かつてのドーフィネ州に位置し、名称はドローム川 (Drôme River) に由来する。県内では、オック語とアルピタン語という地方言語（fr）が話されている。

## 歴史
フランス革命後の1790年3月4日、1789年12月22日の法令施行により、ドーフィネから分割して誕生した。
県の範囲は数回にわたって修正された。1792年にヴネッサン伯領（旧ローマ教皇領）が併合され、1793年にはヴォクリューズ県が創設された。カルパントラとヴァルレアスが、暫定的にドローム県に含まれていたことは有名である。この修正により、ドローム県の中にヴォクリューズ県の飛び地（ヴァルレアス）を含むことになった（この種のものとしては国内最大）。

## 地理

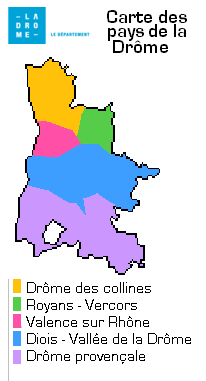
ドローム県内の地方図

ドローム県はアルデシュ県、イゼール県、オート＝アルプ県、ヴォクリューズ県と接している。南北に長く、県東部にはアルプス山脈西部と準アルプス山脈が伸び、西にはローヌ川谷がある。標高最高地点は、デヴォリュイ山地の2456m地点である。
ドローム県は時に5つの地方に分けられる。
- ドローム・デ・コリヌ - 北部。リヨネー地方の山地に似た草原が広がる。
- ヴァランス・シュル・ローヌ - ヴァランス平野
- ヴェルコール - 東部の山地
- ディオワ - ヴェルコール山地麓とドローム川谷
- ドローム・プロヴァンサル - 南部

最近使われているこれらの名称は、歴史、言語、民族に基づく背景を持っていない。

## 気候
気候は、大陸性よりも地中海性気候の影響を受けているのはリヴロン北部とドローム川北部である。大陸性の影響が濃くなるのは、リヴロン＝シュル＝ドロームとモンテリマールの間である。モンテリマール南部では地中海性気候となる。東部の気候はむしろ高山気候である。
県に吹く主流の風は2つに代表される。1つは北から吹くミストラル、もう1つは南から吹く海風である。海風が地中海から穏やかで湿度の多い風を吹く間に、ミストラルが空気を乾燥させる。これらの風はローヌ川谷で吹き荒れることが知られている。年間降雨量は、平野で850mmから950mmの間を記録する。雨は12ヶ月間北部で十分に降るが、南へ向かうに連れ夏の降雨はまれになり、秋には降雨がさらに重要視される。
ドローム川北部で年平均20日に降雪が見られるが、南へ向かうほどその確率は低くなる。モンテリマールでは年平均の降雪は10日である。10cm以上の積雪はローヌ川谷ではまれである。
ドローム県はヴォクリューズ県とともに、嵐による雷被害が多い県の1つである。嵐は特に秋に集中するが、標高の高い場所で冷たい空気が流れ込む夏にも起こる。1982年9月20日のモンテリマールでは、2時間の間に205mmの雨が降る嵐となり、コミューンが孤立する原因となった。
県北部での1月半ばの平均気温は4℃で、7月には22℃となる。県南部の1月半ばの平均気温は5℃で、7月の平均気温は23℃である。

## 人口統計
| 1968年  | 1975年  | 1982年  | 1990年  | 1999年  | 2006年  | 2007年  |
| ------- | ------- | ------- | ------- | ------- | ------- | ------- |
| 342 891 | 361 847 | 389 781 | 414 072 | 437 778 | 468 367 | 473 422 |

出典: SPLAF2006年以降INSEE et 2007

### 主なコミューン
| コミューン                 | 人口 2007 | 変遷 2007/1999 | コミューン                     | 人口 2007 | 変遷 2007/1999 |
| -------------------------- | --------- | -------------- | ------------------------------ | --------- | -------------- |
| ヴァランス                 | 64,803    | == 0,9 %       | サン・ポール・トロワ・シャトー | 8,340     | 14,7 %         |
| モンテリマール             | 34,636    | 10,5 %         | クレスト                       | 7,789     | == 0,6 %       |
| ロマン＝シュル＝イゼール   | 33,234    | == 1,6 %       | ニヨン (フランス)              | 7,109     | 5,6 %          |
| ブール・レ・ヴァランス     | 18,351    | == 0,1 %       | シャブイユ                     | 6,462     | 10,3 %         |
| ピエールラット             | 12,570    | 4,9 %          | タン＝レルミタージュ           | 5,740     | 4,3 %          |
| ブール・ド・ペアージュ     | 10,034    | 2,7 %          | ロリオル・シュル・ドローム     | 5,721     | == 0,6 %       |
| ポルト・レ・ヴァランス     | 9,304     | 15 %           | サン・ランベール・ダルボン     | 5,197     | 21 %           |
| リヴロン・シュル・ドローム | 8,945     |                |                                |           |                |
| 出典 : Insee               |           |                |                                |           |                |

## 観光

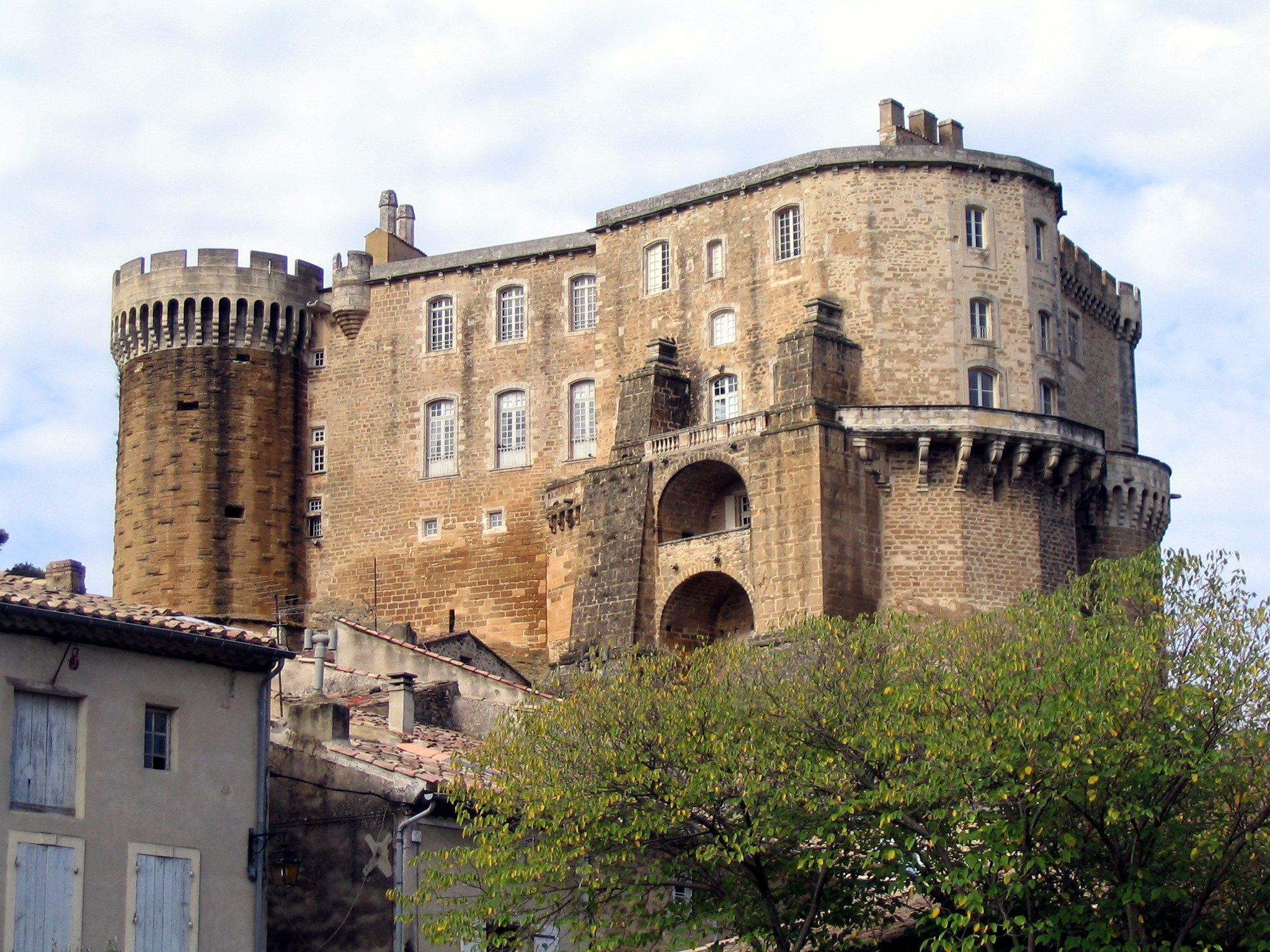
シュズ＝ラ＝ルス城
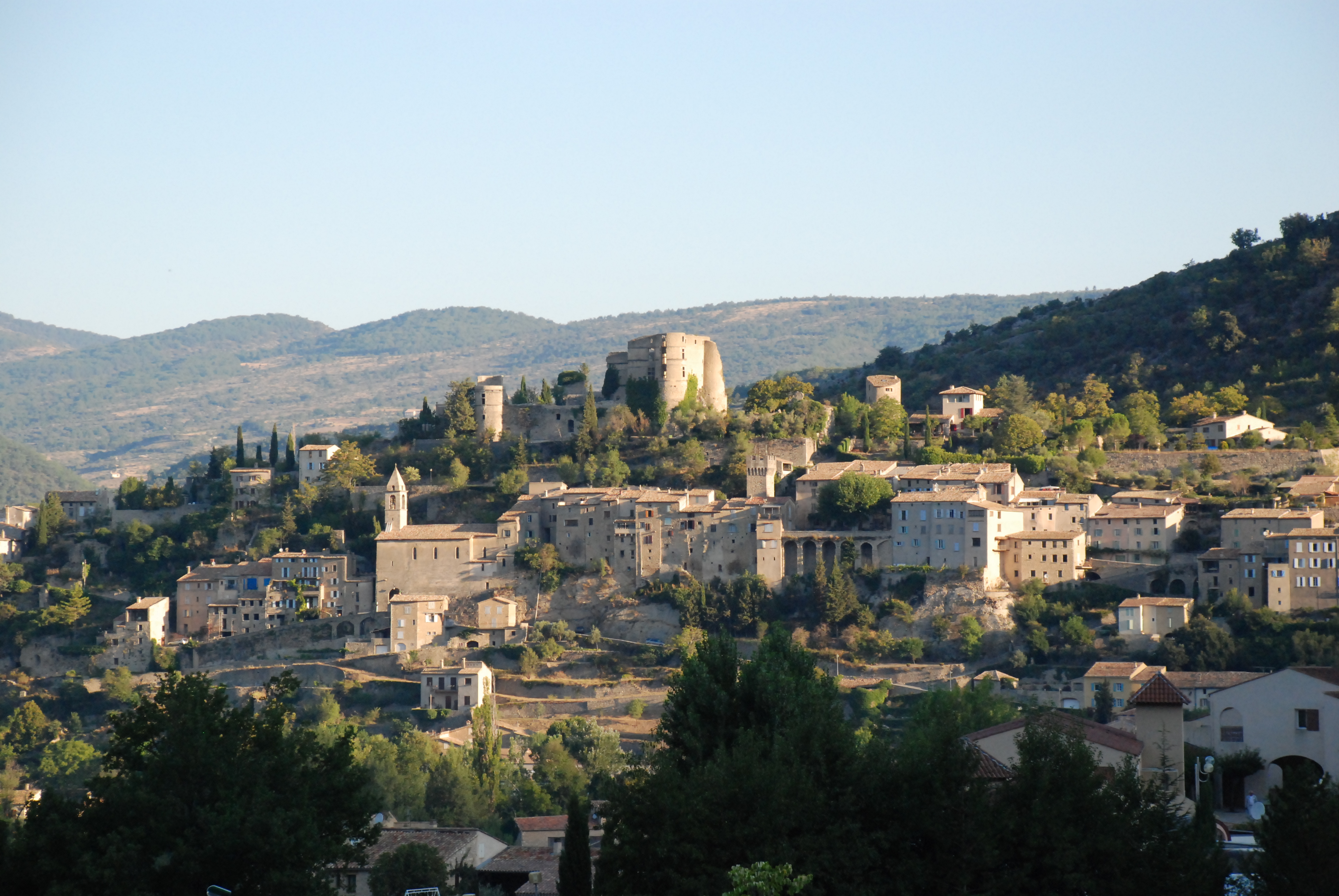
モンブラン＝レ＝バン
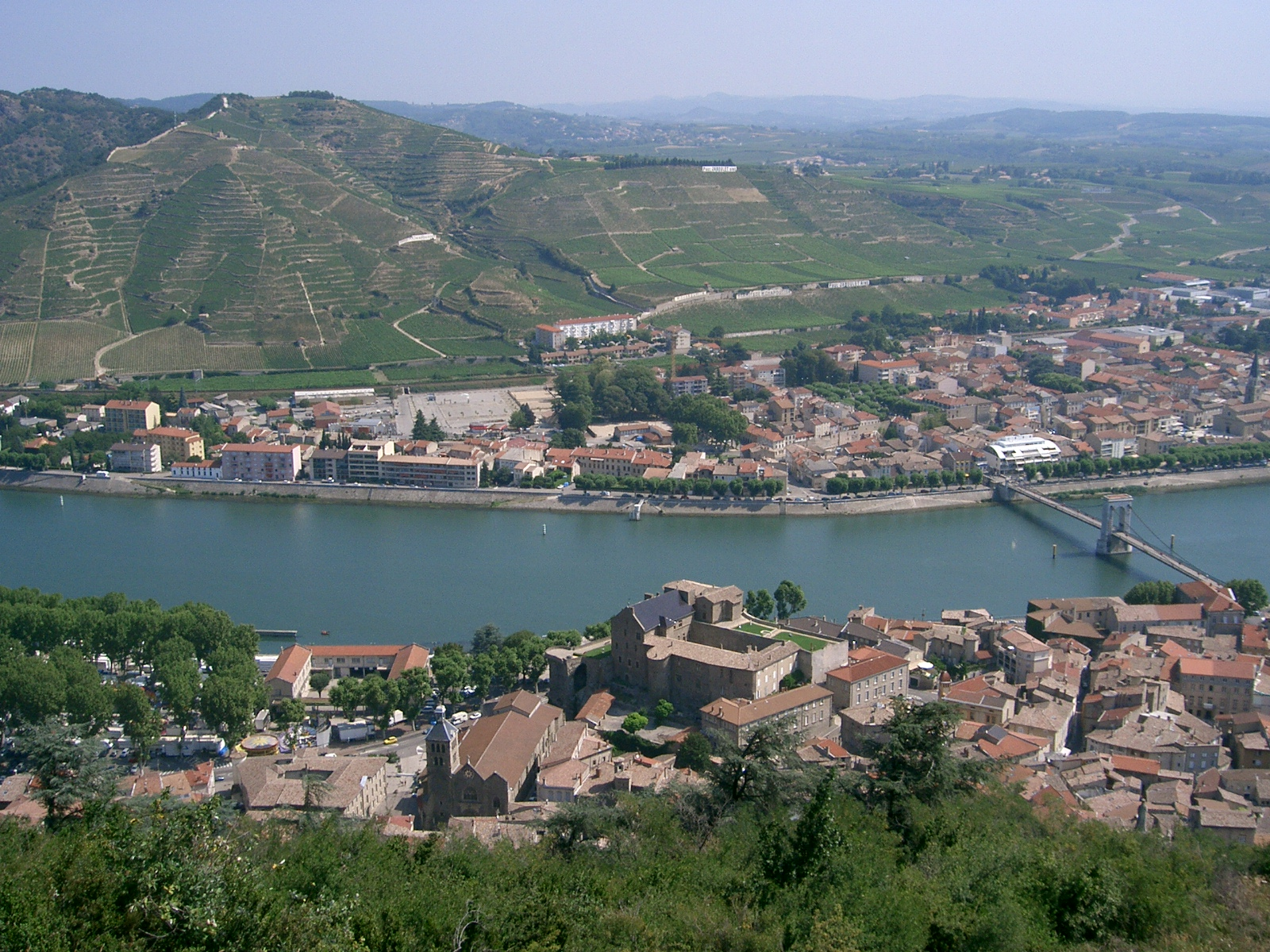
ブドウ畑の広がるトゥルノン＝シュル＝ローヌ
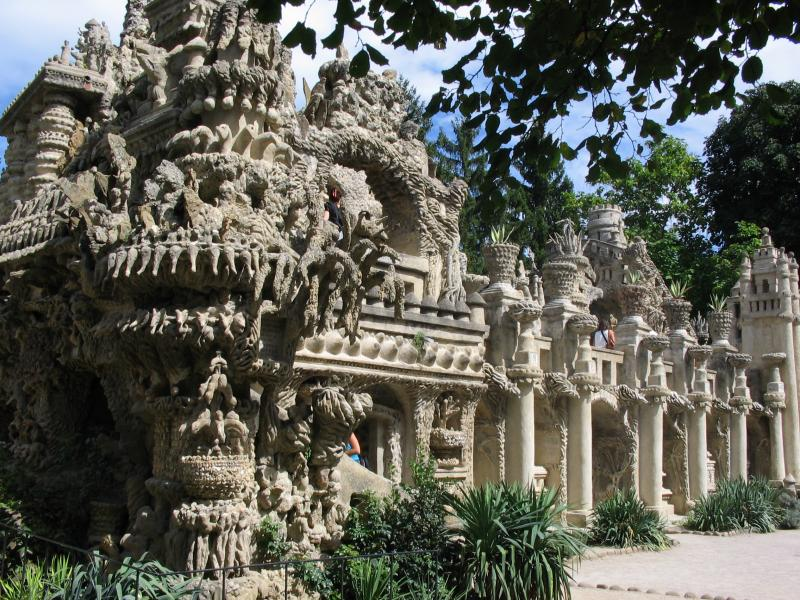
フェルディナン・シュヴァルの理想宮

## ワイン
コート・デュ・ローヌのワイン産地のうち、北部地区の中心地で、エルミタージュ、クローズ・エルミタージュ、コトー・デュ・トリカスタンなどのAOCがある。
ワインは、シラー種をメインにした赤ワインで、生産者や価格により、かなりこくのあるものから、比較的安価で軽い味わいのものまである。

## 出身者
- ディアーヌ・ド・ポワチエ（アンリ2世の愛妾）
- ポール・ブリューナ (生糸技術者、富岡製糸場のお雇い外国人)